# ده علي حسن (أسفيتش)
ده علي حسن (بالفارسية: ده علی‌حسن) هي قرية تقع في إيران في قسم أسفیتش الريفي.